# Hoofdklasse zaalhockey
De Hoofdklasse zaalhockey, ook wel Hoofdklasse Indoor, is de hoogste zaalhockeycompetitie in Nederland. In de competitie, die een mannen- en een vrouwenafdeling kent, wordt gestreden om het landskampioenschap zaalhockey.

## Competitie
De competitie start in december en loopt tot en met februari. De competitie kent bij zowel de mannen als de vrouwen twaalf clubs die elk 22 wedstrijden spelen, elf thuis en elf uit. Het komt voor dat teams meerdere wedstrijden op een dag spelen. Aan het einde van de competitie wordt aan de hand van de eindstand bepaald wie er deel mag nemen aan de play-offs, wie aan de promotie-/degradatieplay-offs mag deelnemen en wie er rechtstreeks degradeert naar de Topklasse.